# Summrs
Деанте Адам Джонсън  (роден 18 ноември 1999 г.),  известен като Summrs, е американски рапър от Луизиана . Смятан е за един от пионерите на PluggnB жанра.

## Kариера
През 2017 г. Summrs пусна своята поредица от микстейпи „All Summr“, които са първите му значими издания. През април 2018 г. Summrs участва в сингъла на рапъра Weiland от Флорида „Who's Better“.  Той стана известен като пионер в поджанра „Pluggnb“ през 2018 г., издавайки серия от проекти, най-вече „##ENDEAVOUR777“ и „DEVOTION“, както и „##Bellworld“, последван от „## Bellworld 2“, „No Regrets“ и „Revived“. Песни като „Packrunner Bitch“ и „Prelude“ бяха най-популярните му парчета от 2018 г. Summrs продължи да нараства популярността си и да се развива стилистично през 2019 г. След като издава множество сингли през годината, Summrs издава „Isolation“, албум с 15 песни на 15 октомври 2019 г. Проектът беше звуково по-мрачен за разлика от по-ранните му творби. Албумът е най-известен с песните "test sum" и "Greenlight".
През януари 2021 г. той участва в сингъла на TyFontaine „Mother of My Kids“.  През октомври 2021 г. отново работи с американския рапър в Deluxe версията на албума Ascension.  През декември 2021 г. той пусна ексклузивна песен в SoundCloud с американския рапър Yeat, озаглавена „Countup“.  През март 2022 г. той се появи в албума Only1 на тайландския рапър 1Mill.  През юни 2022 г. той издава албума си Fallen Raven , включващ хитови песни „Swing Ya Pole“ и „So Much Cheese“, като и двете отново привлякоха основно внимание. През юли 2022 г. той и колегата му рапър Ламонт Галор пуснаха песента си „Bird Business“. 

## Музикален стил
Крис Ричардс от The Washington Post описва музикалния стил на Summrs като "Ауто-тюн рими, звучащи така, сякаш могат да разтопят слънцето".  Summrs е известен с това, че е един от основните пионери на pluggnb, поджанра на plugg музиката, в по-новата си музика той също е възприел елементи на rage trap и характерния звук на чикагския рапър и продуцент Chief Keef, както и елементи от южния хип-хоп.

## Дискография

### Студийни албуми
| Заглавие                  | Подробности                                                                                | Най-добра позиция |
| Заглавие                  | Подробности                                                                                | US Heat           |
| ------------------------- | ------------------------------------------------------------------------------------------ | ----------------- |
| All Summr                 | - Издаден: June 6, 2017 - Лейбъл: — - Формат: Digital download, streaming                  | —                 |
| All Summr 2               | - Издаден: July 31, 2017 - Лейбъл: — - Формат: Digital download, streaming                 | —                 |
| Summrs & Friends          | - Издаден: August 24, 2017 - Лейбъл: — - Формат: Digital download, streaming               | —                 |
| All Summr 3               | - Издаден: September 15, 2017 - Лейбъл: — - Формат: Digital download, streaming            | —                 |
| ##Bellworld2              | - Издаден: July 2, 2018 - Лейбъл: — - Формат: Digital download, streaming                  | —                 |
| Devotion                  | - Издаден: August 17, 2018 - Лейбъл: — - Формат: Digital download, streaming               | —                 |
| World Against Me          | - Издаден: June 21, 2019 - Лейбъл: — - Формат: Digital download, streaming                 | —                 |
| Isolation                 | - Издаден: October 15, 2019 - Лейбъл: — - Формат: Digital download, streaming              | —                 |
| Intoxicated               | - Издаден: March 13, 2021 - Лейбъл: — - Формат: Digital download, streaming                | —                 |
| Nothing More Nothing LESS | - Издаден: September 27, 2021 - Лейбъл: — - Формат: Digital download, streaming            | —                 |
| Fallen Raven              | - Издаден: June 27, 2022 - Лейбъл: — - Формат: Digital download, streaming                 | 6                 |
| Stuck in My Ways          | - Издаден: January 27, 2023 - Лейбъл: 10K Projects - Формат: Digital download, streaming   | 13                |
| Ghost                     | - Издаден: April 28, 2023 - Лейбъл: 10K Projects - Формат: Digital download, streaming     | —                 |
| What We Didn't Have       | - Издаден: September 18, 2023 - Лейбъл: 10K Projects - Формат: Digital download, streaming | —                 |
| B4DARAVEN                 | - Издаден: April 12, 2024 - Лейбъл: 10K Projects - Формат: Digital download, streaming     | —                 |

### Микстейпове
| Заглавие                       | Подробности               |
| ------------------------------ | ------------------------- |
| ##ENDEAVOR777                  | - Издаден: 18 март 2018 г |
| DEPARTURE666 (Living to die..) | - Издаден: 13 май 2018 г  |
| ##NoRegrets                    | - Издаден: 20 юли 2018 г  |

### EP-та
| Заглавие                             | Подробности                  |
| ------------------------------------ | ---------------------------- |
| Backwoods                            | - Издаден: October 6, 2016   |
| I Believe in Myself                  | - Издаден: January 19, 2017  |
| Hot Like Summer, The EP              | - Издаден: February 5, 2017  |
| IDFW Niggas                          | - Издаден: March 28, 2017    |
| 2 Seasons (с Autumn)                 | - Издаден: July 17, 2017     |
| XoolSummr (с StoopidXool)            | - Издаден: October 10, 2017  |
| 2 Seasons II (с Autumn)              | - Издаден: October 16, 2017  |
| Patience Is Key                      | - Издаден: November 18, 2018 |
| Merry Xanmas                         | - Издаден: December 25, 2017 |
| Drug/Love!                           | - Издаден: January 23, 2018  |
| Bellworld                            | - Издаден: April 30, 2018    |
| Revived                              | - Издаден: November 18, 2018 |
| Better Left Alone                    | - Издаден: February 27, 2019 |
| SummrWave (с Kidwave)                | - Издаден: April 1, 2019     |
| Evolved                              | - Издаден: August 7, 2019    |
| Wick & Clancy: 2S3 Vol. 1 (с Autumn) | - Издаден: August 24, 2019   |
| La Dolce Vita                        | - Издаден: October 20, 2020  |
| What We Have                         | - Издаден: June 13, 2021     |

## Препратки
1. ↑  The SoundCloud Rulebook: Breaking Down The Streaming Site’s Newest Stars //  Passion of the Weiss.   Посетен на 2022-10-13. (на английски)
2. ↑  Mother of My Kids – [TyFontaine ft. "[Summrs]] //  Lyrical Lemonade.   Посетен на 2022-10-13. (на английски)
3. ↑  TyFontaine Delivers 12 New Songs For “Ascension (Deluxe)” //  HotNewHipHop.   Посетен на 2022-10-13. (на английски)
4. ↑  Summrs, YEAT link up for SoundCloud exclusive track ‘Countup’ //  Our Generation Music.   Посетен на 2022-10-13. (на английски)
5. ↑  T1MILL announces new album ‘ONLY1’, shares tracklist //  NME.   Посетен на 2022-10-13. (на английски)
6. ↑  Summrs surprises with highly-anticipated double album ‘FALLEN RAVEN’ //  Our Generation Music.   Посетен на 2022-10-13. (на английски)
7. ↑  Bird Business – [Lamont Galore [Summrs]] //  Lyrical Lemonade.   Посетен на 2022-10-13. (на английски)